# Heinrich Eichhorn
Heinrich Eichhorn (11. července 1850 – 22. února 1920) byl rakouský politik německé národnosti z Dolních Rakous, na přelomu 19. a 20. století poslanec Říšské rady.

## Biografie
Byl poslancem Říšské rady (celostátního parlamentu Předlitavska), kam usedl v doplňovacích volbách roku 1897 za kurii venkovských obcí v Dolních Rakousích, obvod Zwettl, Waidhofen an der Thaya atd. Nastoupil místo Aloise Hofbauera. Ve volebním období 1897–1901 se uvádí jako Heinrich Eichhorn, majitel hospodářství a obecní radní, bytem Klein Poppen, pošta Vitis.
V doplňovacích volbách roku 1897 kandidoval do Říšské rady za Křesťansko-sociální stranu. Patřil mezi hlavní představitele strany v regionu Waldviertel.
Zemřel v únoru 1920. 24. února 1920 byl pohřben v Echsenbachu.